# 尼科洛·卡贝奥

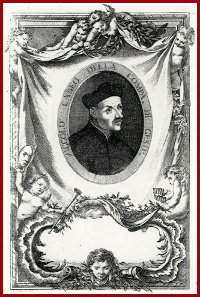
尼科洛·卡贝奥

尼科洛·卡贝奥（義大利語：Niccolò Cabeo，1586年2月26日—1650年6月30日），是一位意大利耶稣会哲学家、神学家、工程师暨数学家。

## 简历

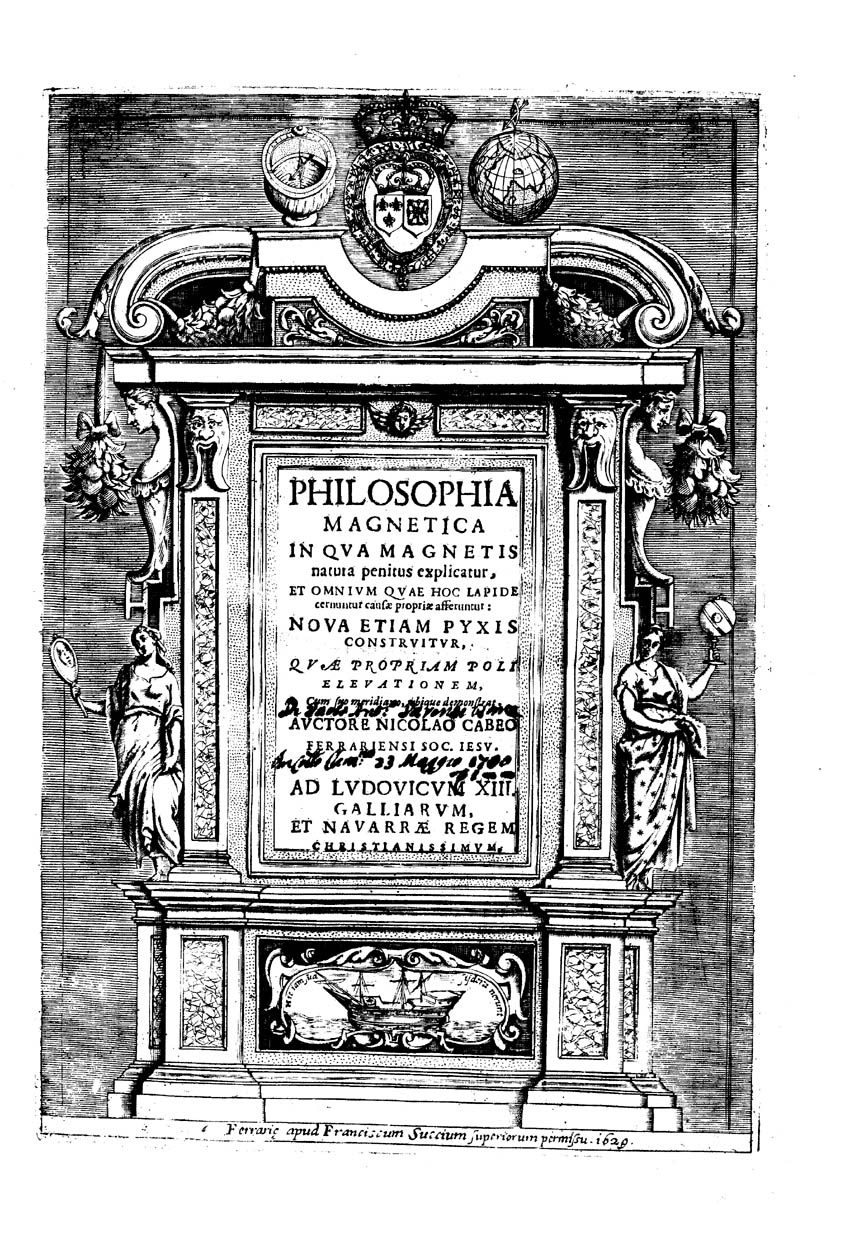
Philosophia magnetica, 1629

尼科洛·卡贝奥1586年2月26生于费拉拉，1602年开始在帕尔马耶稣学院接受教育，接下来在帕多瓦度过了二年。1606年至1607年赴皮亚琴察学习，1607年一1610年重回帕尔马学习了三年哲学，1912年-1616年又修习了4年神学，并在曼托瓦进行了为期1年的修行实习。之后就在帕尔马教习神学和数学，1622年，晋升为传教士。 有一段时间，他曾得到曼托瓦大公和费拉拉埃斯特家族的资助。在此期间，他参与了水利工程项目，再后来他回到热那亚教授数学，并在那是一直生活到1650年6月30日去世。
卡贝奥最突出的是对物理实验和观测所作的贡献。他观察和记录了乔瓦尼·巴蒂斯塔·巴利亚尼（Giovanni Battista Baliani）的落体实验，并注意到不管材质如何，两个不同物体的下落时间都是一样。他还做过钟摆实验，观察到了带电物体能吸引不带电的物体。
他的观察结果都发表在他1629年的《磁力哲学》（Philosophia magnetica）和1646年的《亚里士多德四卷天象论评注》中。前一本著作主要考证地球磁场的成因以及对威廉·吉尔伯特理论的研究。卡贝奥认为地球是静止的，所以他不接受磁场是由运动导致的。他发现电引力是由放电引起的，通过将某些材料相摩擦就可以释放电。这些放电推开了周围的空气，当空气重新弹回原处时，它所携带的轻物体则就会朝有吸引力的物体移动。为证实或反驳他的这一看法，西芒托学院及罗伯特·波义耳都曾做过真空实验。
卡贝奥发表的第二部著作是对有关亚里士多德《天象论》的评论。在该书中，他仔细考察了伽利略提出的包括地球运动、物体下落定律等诸多理念，但卡贝奥并不认同伽利略的这些观点，他还讨论了伽利略的学生貝內代托·卡斯泰利所提出的水流理论。他俩都曾卷入过一场有关意大利北部雷諾河改道的争议，其中卡贝奥支持费拉拉人一方的主张，而卡斯泰利则作为教宗乌尔巴诺八世的代理人，代表争议的另一方。在这本书中，卡贝奥还探讨了一些关于炼金术的想法。
月球上的卡比厄斯环形山就是以他的名字命名。2009年10月，月球坑观测和传感卫星在卡比厄斯环形山中发现了存在水的证据。

## 另请参阅
- 地磁史
- 罗马天主教科学家教士列表